# یوریماگوآس
یوریماگوآس (به اسپانیایی: Yurimaguas) یک شهر در پرو است که در منطقه لورتو واقع شده‌است.